# Armée populaire révolutionnaire du Zimbabwe
 (janvier 2024).
L’armée populaire révolutionnaire du Zimbabwe (en anglais, Zimbabwe People's Revolutionary Army, ou ZIPRA) était l'aile militaire de l'Union du peuple africain du Zimbabwe (ZAPU), une organisation nationaliste militante africaine qui a participé à la guerre du Bush de Rhodésie du Sud contre la minorité blanche, alors au pouvoir.
Armée principalement par l'Union  soviétique et le Pacte de Varsovie, elle comptait environ 20 000 combattants en 1979. a  ZIPRA  détenait des PPSh-41, AK-47, SKS et Degtyarev RPD ou des armes tchécoslovaques comme les carabines Vz 52/57, SA 23 et Sa Vz 58. Elle reçut ensuite des RPG-2/-7, ainsi que des missiles sol-air (SA-7) qu'elle utilisa  dans les attentats contre les vols Air Rhodesia 825 (1978) et  827 (1979), et des blindés (BTR-152 et T-34/85). La majorité de ses camps à l'étranger étaient situés en Zambie voisine. Enfin, ses guérilléros formèrent l'encadrement de l'Armée Zimbabwéenne.

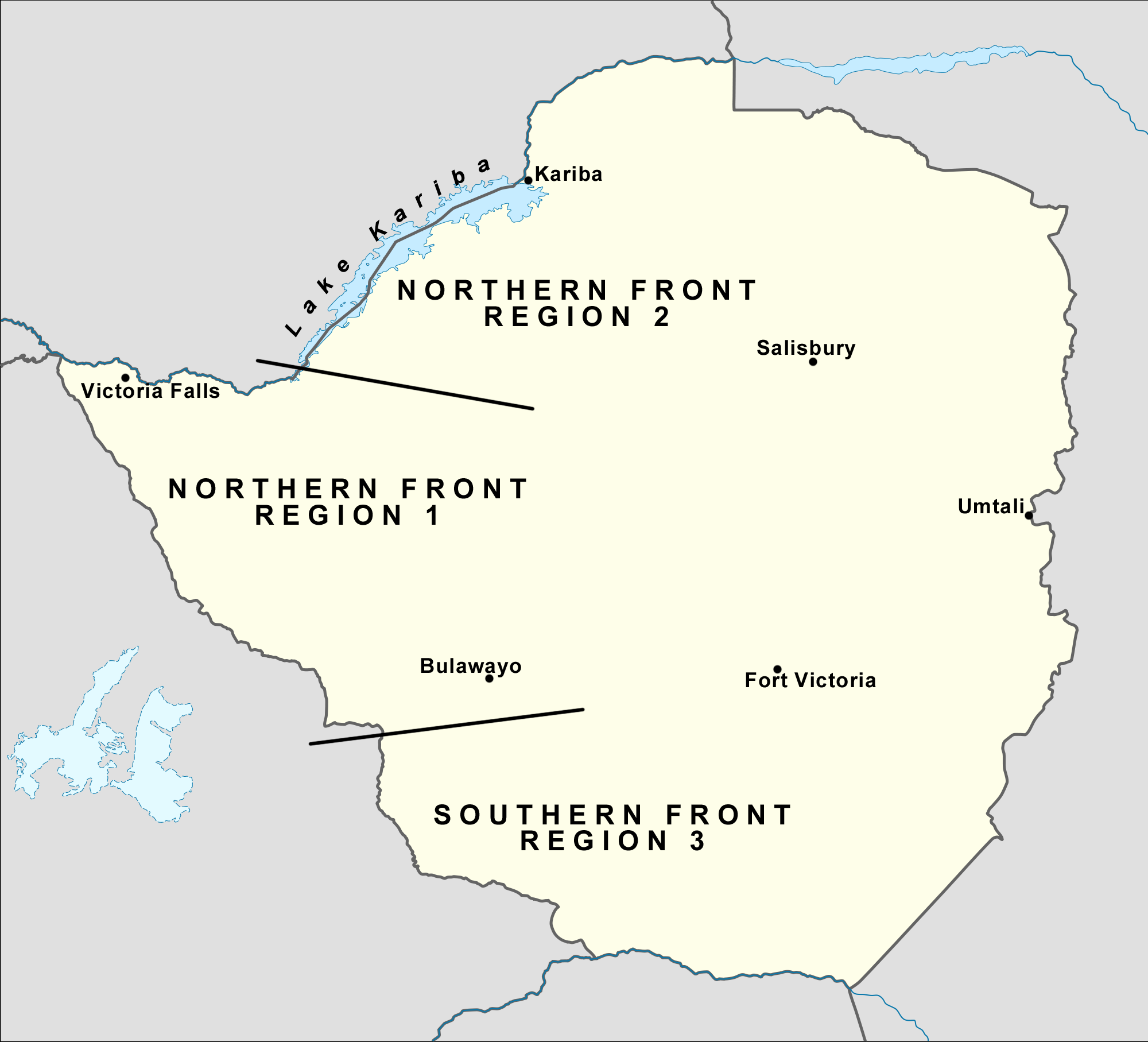
Carte des secteurs de la ZIPRA durant la guerre du Bush de Rhodésie du Sud.